# Font de Palomer
La Font de Palomer és una font de l'antic terme d'Aransís, actualment pertanyent al municipi de Gavet de la Conca. És dins del territori del poble de Sant Miquel de la Vall.
Està situada a 841 m d'altitud, a la dreta del barranc de les Moles, al nord-est de Sant Miquel de la Vall, a llevant de la Teulera i de la Vinya del Peraire.